# Cardiopatia hipertensiva

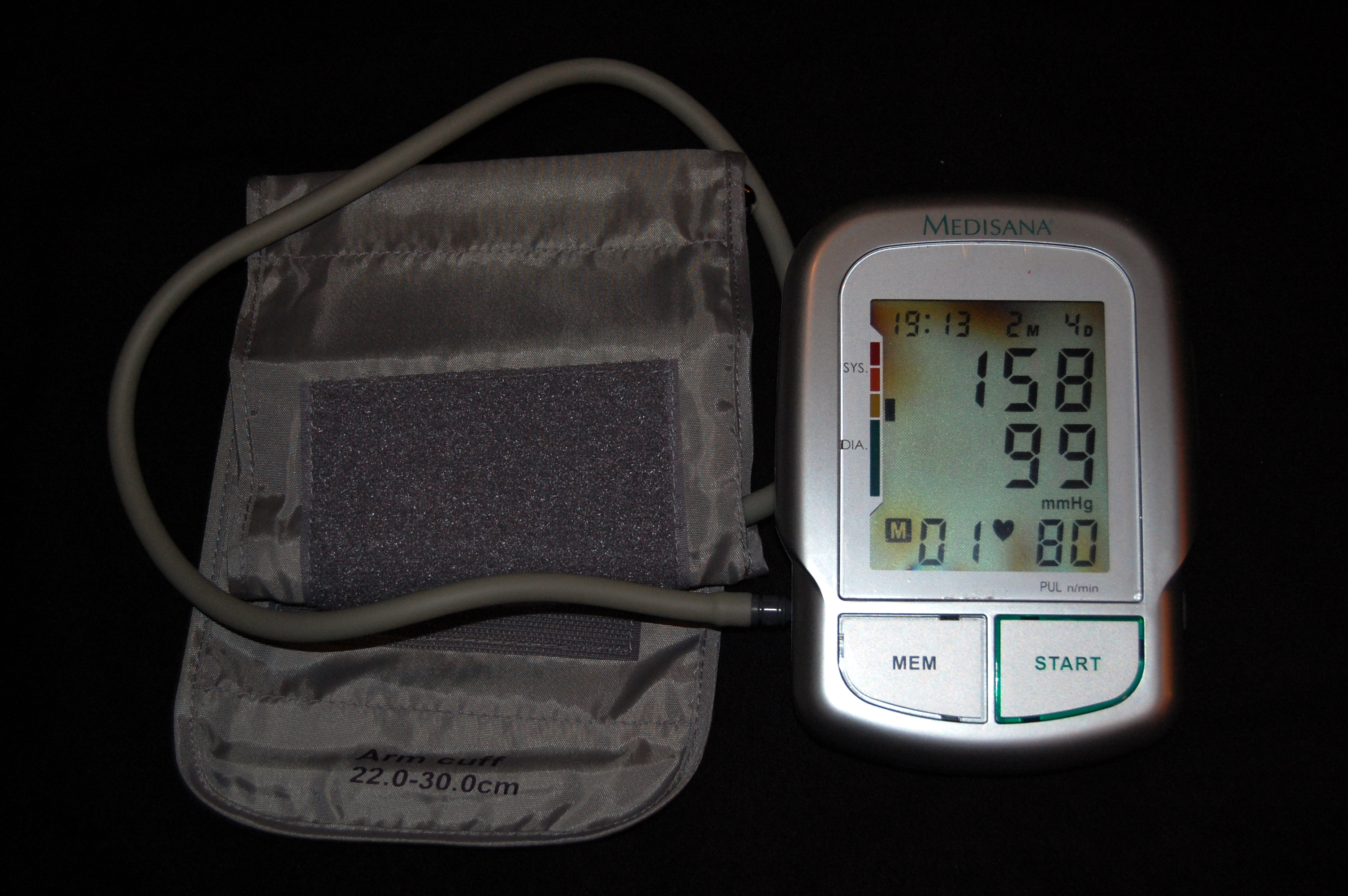
medidor de pressão

Cardiopatia hipertensiva é a situação médica na qual existe uma alteração na estrutura e função  do coração como consequência de hipertensão arterial sistêmica. Numa fase inicial as alterações são apenas no modo de funcionamento do coração, mas sem tratamento, tendem a evoluir para hipertrofia, dilatação e insuficiência cardíaca.